# Großer Preis von Belgien 2011
Der Große Preis von Belgien 2011 (offiziell 2011 Formula 1 Shell Belgian Grand Prix) fand am 28. August auf dem Circuit de Spa-Francorchamps in Spa statt und war das zwölfte Rennen der Formel-1-Weltmeisterschaft 2011.

## Berichte

### Hintergrund
Nach dem Großen Preis von Deutschland führte Sebastian Vettel in der Fahrerwertung mit 85 Punkten vor Mark Webber und mit 88 Punkten vor Lewis Hamilton. In der Konstrukteurswertung führte Red Bull-Renault mit 103 Punkten vor McLaren-Mercedes und mit 168 Punkten vor Ferrari.
Beim Großen Preis von Belgien stellte Pirelli den Fahrern die Reifenmischungen Medium (weiß) und Soft (gelb), sowie für nasse Bedingungen Intermediates (hellblau) und Full-Wets (orange) zur Verfügung.
Im Vorfeld des Grand-Prix-Wochenendes wurde das Benutzen des Drag Reduction System (DRS) für die Eau Rouge untersagt.
Vor dem Rennwochenende gab es einen Fahrerwechsel: Bruno Senna kehrte als Einsatzfahrer in die Formel 1 zurück und übernahm das Renault-Cockpit von Nick Heidfeld.
Michael Schumacher feierte bei diesem Rennen sein 20-jähriges Formel-1-Jubiläum. Beim Großen Preis von Belgien am 25. August 1991 startete er zu seinem ersten Grand Prix.
Mit Schumacher (sechsmal), Felipe Massa und Hamilton (jeweils einmal) traten drei ehemalige Sieger zu diesem Grand Prix an.

### Training
Im ersten freien Training erzielte Schumacher die Bestzeit vor seinem Teamkollegen Nico Rosberg. Die beiden Mercedes-Piloten waren allerdings die einzigen, die eine Zeit auf trockener Strecke erzielt hatten. Jenson Button war der schnellste Pilot im Regen und der drittschnellste der Trainingssitzung. In diesem Training übernahm Karun Chandhok den Lotus von Heikki Kovalainen.
Das zweite freie Training war erneut durch wechselnde Bedingungen geprägt. Zunächst trocknete die Strecke ab, sodass sämtliche Piloten eine Zeit auf Slicks fuhren. Webber war unter diesen Bedingungen der schnellste Fahrer vor Fernando Alonso und Button. Etwa 30 Minuten vor Trainingsende begann es wieder zu regnen, wodurch eine Verbesserung der Zeiten nicht mehr möglich war. In diesem Training übernahm Nico Hülkenberg den Force India von Adrian Sutil.
Im dritten freien Training, das unter Regen stattfand, war Webber erneut der schnellste Pilot. Auf den Plätzen zwei und drei folgten Hamilton und Jaime Alguersuari.

### Qualifying

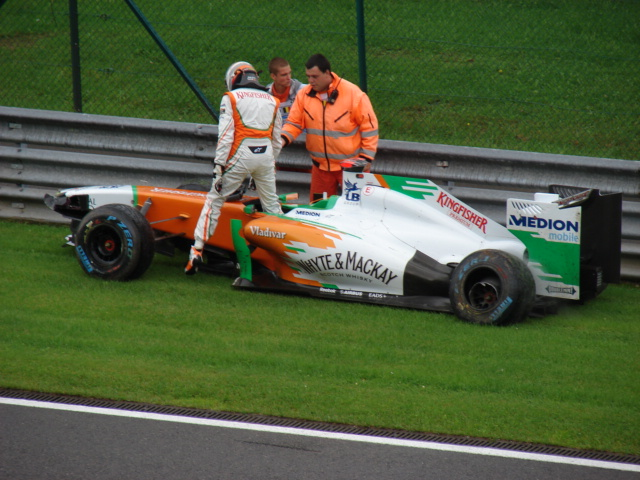
Der demolierte VJM04 von Adrian Sutil

Das Qualifying fand unter wechselnden Wetterbedingungen statt. Im ersten Teil des Qualifyings (Q1) trocknete die Strecke zunächst ab, kurz vor dem Ende fing es allerdings wieder an zu regnen. Button setzte unter diesen Bedingungen die schnellste Zeit. Schumacher schied aus, bevor er eine Zeit gesetzt hatte, und schaffte es nicht, sich zu qualifizieren. Auch die HRT-Piloten und Jérôme D’Ambrosio scheiterten an der 107-Prozent-Regel. Da sie im Training eine ausreichende Zeit gefahren hatten, erhielten alle vier Piloten nachträglich die Starterlaubnis. Darüber hinaus schafften es Timo Glock, Jarno Trulli und Paul di Resta nicht ins nächste Segment.
Der zweite Abschnitt (Q2) wurde nach einem Unfall von Sutil unterbrochen. Alonso erzielte die schnellste Zeit. Neben Sutil schieden die Williams-Piloten sowie Kovalainen, Button, Kamui Kobayashi und Sébastien Buemi aus.
Im dritten Abschnitt (Q3) verwendeten die Piloten Slicks und Vettel erzielte die Pole-Position vor Hamilton und Webber.
Nach dem Qualifying wurde ein Vorfall zwischen Hamilton und Pastor Maldonado untersucht. Die beiden Piloten hatten sich auf der Gerade vor Eau Rouge berührt. Während Hamilton eine Verwarnung erhielt, wurde Maldonado um fünf Positionen nach hinten versetzt.

### Rennen
Nachdem alle anderen Einheiten unter wechselnden Wetterbedingungen stattfanden, blieb es im Rennen durchgängig trocken. Im Vorfeld des Rennens fragten mehrere Teams, darunter Red Bull, bei der FIA an, neue Reifen für das Rennen zu erhalten, da ihre Reifen nach dem Qualifying Blasen aufwiesen. Die FIA lehnte den Austausch der Reifen allerdings ab.
Beim Start behielt Vettel zunächst die Führung. Den zweiten Platz übernahm der von Platz fünf startende Rosberg. Auf der Kemmel-Geraden gelang es Rosberg schließlich auch, die Führung von Vettel zu übernehmen. Auch Rosbergs Teamkollege Schumacher startete gut in den Grand Prix und verbesserte sich um neun Positionen. Keinen guten Start ins Rennen hatte Webber, der von Platz 3 auf Platz 15 zurückfiel. Bereits in der ersten Kurve kam es zu einer Kollision. Senna, der von Platz sieben ins Rennen gegangen war, verpasste den Bremspunkt in der La Source und fuhr in Alguersuari, der von Position sechs gestartet war, ins Auto. Während es Senna zurück an die Box schaffte und das Rennen nach einer Reparatur fortsetzte, stellte Alguersuari sein Auto mit gebrochener Aufhängung ab.
An der Spitze gelang es Vettel, Rosberg in der dritten Runde zu überholen. Hinter Rosberg lagen zu diesem Zeitpunkt die Ferrari-Piloten Massa und Alonso, die zuvor jeweils an Hamilton vorbeigegangen waren. Am Ende der dritten Runde ereigneten sich schließlich die ersten regulären Boxenstopps mit Webber und Button. Während Vettel sich in den folgenden Runden von Rosberg absetzte, duellierten sich Massa und Alonso um den dritten Platz. Alonso gelang es schließlich ausgangs der Rivage an Massa vorbeizuziehen. Hamilton der hinter den beiden Piloten lag, nutzte das Duell der beiden Ferrari-Piloten und ging ebenfalls an Massa vorbei.
Vettel ging schließlich in der fünften Runde an die Box, wodurch Rosberg erneut die Führung übernahm. Nach einer weiteren Runde musste er sich allerdings Alonso geschlagen geben. Auch Alonso ging wenig später an die Box, wodurch Hamilton die Führung übernahm. Alonso wurde nach seinem Boxenstopp kurz vor der Eau Rouge durch Webber überholt. Eine Runde später machte er die Position durch ein Überholmanöver wieder gut. Im Gegensatz zu Alonso, der weiterhin auf weichen Reifen unterwegs war, hatte Webber sich bei seinem frühen Stopp für die Medium-Mischung entschieden. Währenddessen kam es zu einem Duell zwischen Buemi und Sergio Pérez. Nachdem Buemi zunächst einen Überholversuch von Pérez in Les Combes verteidigte, berührten sich die beiden in der nächsten Runde an dieser Stelle. Dabei wurde Buemis Heckflügel so stark beschädigt, dass er an der Box aufgeben musste. Pérez fuhr weiter und wurde mit einer Durchfahrtsstrafe belegt.
Nachdem Hamilton in der zehnten Runde an die Box gefahren war, übernahm Vettel die Führung des Rennens. Hamilton machte anschließend Druck auf Kobayashi, der noch nicht an der Box gewesen war. Ausgangs der Raidillon ging Hamilton schließlich an Kobayashi vorbei. Da er am DRS-Messpunkt noch hinter Kobayashi gelegen war, durfte er auf der DRS-Zone, die bei diesem Grand Prix auf der Kemmel-Geraden war, seinen Heckflügel im Gegensatz zu Kobayashi flachstellen. Diesen Vorteil vermochte er jedoch nicht umzusetzen und Kobayashi gelang es auf der Geraden dicht hinter Hamilton zu bleiben. Beim Einlenken in die Kurve kollidierten die beiden Piloten schließlich miteinander. Während Kobayashi weiterfuhr, schlug Hamilton in die Mauer ein und blieb in der Auslaufzone stehen. Da Hamilton sein Auto zunächst nicht aus eigener Kraft verlassen konnte, wurde das Safety-Car auf die Strecke geschickt. Er stieg wenig später allerdings aus eigener Kraft aus. Hamilton wurde anschließend von mehreren ehemaligen Rennfahren wie Marc Surer kritisiert. Surer äußerte sich wie folgt: „Sorry, aber der ist ihm nicht hinten draufgefahren, sondern Lewis hat rübergezogen. Es war leider Lewis' Fehler. Er hat das im Rückspiegel falsch eingeschätzt, hat geglaubt, dass er vorne ist – war er aber nicht.“
Vettel nutze die Safety-Car-Phase zu seinem zweiten Boxenstopp und fiel dadurch hinter Alonso und Webber zurück, die nicht an die Box gingen. Noch vor dem Restart gab Daniel Ricciardo das Rennen auf, da er Vibrationen im Heckbereich spürte. Beim Restart ging Vettel zunächst an Webber vorbei und übernahm eine Runde später wieder die Führung von Alonso. Während die ersten drei Positionen zunächst unverändert blieben, machte Button, der zwischenzeitlich auf den 19. Platz zurückgefallen war, Positionen gut. Zunächst überholte er auf einmal Witali Petrow und Pérez, danach ging er an Schumacher, Sutil, Massa und Rosberg vorbei und übernahm innerhalb weniger Runden den vierten Platz.
Bevor die nächsten Boxenstopps kamen, fiel Pérez mit einem Defekt aus. Während Vettel und Alonso bei den finalen Stopps auf die Medium-Reifen wechselten und Webber auf Medium-Reifen blieb, wechselte Button, der die Medium-Reifen schon verwendet hatte, auf weiche Reifen. In den folgenden Runden gelang es Alonso auf der härteren Reifenmischung nicht mehr, konkurrenzfähige Zeiten für die vordersten Plätze zu fahren und er wurde nacheinander von Webber und Button überholt. Die ersten vier Plätze änderten sich anschließend auch nicht mehr und Vettel entschied nach drei sieglosen Rennen wieder einen Grand Prix für sich.
Auf der fünften Position kam es schließlich noch zu einer teaminternen Veränderung bei den Mercedes-Piloten, da Schumacher an Rosberg vorbeifuhr. Während Rosberg auf der härteren Reifenmischung unterwegs war und Sprit sparen musste, verfügte Schumacher über weiche Reifen. Auf dem siebten Platz kam Sutil ins Ziel. Massa, der wegen eines Reifenschadens einen zusätzlichen Stopp einlegte, verbesserte sich kurz vor der Ziellinie noch auf den achten Platz, da er von einem Fehler von Petrow profitierte. Petrow wurde schließlich Neunter vor Maldonado, der seinen ersten Weltmeisterschaftspunkt erzielte.
In der Weltmeisterschaft vergrößerten sowohl Vettel, als auch Red Bull-Renault ihre Führung.

## Meldeliste
| Team                         | Nr. | Fahrer             | Chassis             | Motor                | Reifen |
| ---------------------------- | --- | ------------------ | ------------------- | -------------------- | ------ |
| Red Bull Racing              | 01  | Sebastian Vettel   | Red Bull RB7        | Renault 2.4 V8       | P      |
| Red Bull Racing              | 02  | Mark Webber        | Red Bull RB7        | Renault 2.4 V8       | P      |
| Vodafone McLaren Mercedes    | 03  | Lewis Hamilton     | McLaren MP4-26      | Mercedes-Benz 2.4 V8 | P      |
| Vodafone McLaren Mercedes    | 04  | Jenson Button      | McLaren MP4-26      | Mercedes-Benz 2.4 V8 | P      |
| Scuderia Ferrari             | 05  | Fernando Alonso    | Ferrari 150º Italia | Ferrari 2.4 V8       | P      |
| Scuderia Ferrari             | 06  | Felipe Massa       | Ferrari 150º Italia | Ferrari 2.4 V8       | P      |
| Mercedes GP Petronas F1 Team | 07  | Michael Schumacher | Mercedes MGP W02    | Mercedes-Benz 2.4 V8 | P      |
| Mercedes GP Petronas F1 Team | 08  | Nico Rosberg       | Mercedes MGP W02    | Mercedes-Benz 2.4 V8 | P      |
| Lotus Renault GP             | 09  | Bruno Senna        | Renault R31         | Renault 2.4 V8       | P      |
| Lotus Renault GP             | 10  | Witali Petrow      | Renault R31         | Renault 2.4 V8       | P      |
| AT&T Williams                | 11  | Rubens Barrichello | Williams FW33       | Cosworth 2.4 V8      | P      |
| AT&T Williams                | 12  | Pastor Maldonado   | Williams FW33       | Cosworth 2.4 V8      | P      |
| Force India F1 Team          | 14  | Adrian Sutil       | Force India VJM04   | Mercedes-Benz 2.4 V8 | P      |
| Force India F1 Team          | 14  | Nico Hülkenberg    | Force India VJM04   | Mercedes-Benz 2.4 V8 | P      |
| Force India F1 Team          | 15  | Paul di Resta      | Force India VJM04   | Mercedes-Benz 2.4 V8 | P      |
| Sauber F1 Team               | 16  | Kamui Kobayashi    | Sauber C30          | Ferrari 2.4 V8       | P      |
| Sauber F1 Team               | 17  | Sergio Pérez       | Sauber C30          | Ferrari 2.4 V8       | P      |
| Scuderia Toro Rosso          | 18  | Sébastien Buemi    | Toro Rosso STR6     | Ferrari 2.4 V8       | P      |
| Scuderia Toro Rosso          | 19  | Jaime Alguersuari  | Toro Rosso STR6     | Ferrari 2.4 V8       | P      |
| Team Lotus                   | 20  | Karun Chandhok     | Lotus T128          | Renault 2.4 V8       | P      |
| Team Lotus                   | 20  | Heikki Kovalainen  | Lotus T128          | Renault 2.4 V8       | P      |
| Team Lotus                   | 21  | Jarno Trulli       | Lotus T128          | Renault 2.4 V8       | P      |
| HRT F1 Team                  | 22  | Daniel Ricciardo   | HRT F111            | Cosworth 2.4 V8      | P      |
| HRT F1 Team                  | 23  | Vitantonio Liuzzi  | HRT F111            | Cosworth 2.4 V8      | P      |
| Marussia Virgin Racing       | 24  | Timo Glock         | Virgin MVR-02       | Cosworth 2.4 V8      | P      |
| Marussia Virgin Racing       | 25  | Jérôme D’Ambrosio  | Virgin MVR-02       | Cosworth 2.4 V8      | P      |

Anmerkungen
1. 1 2  Hülkenberg übernahm den Force India mit der Nummer 14 für das zweite freien Training. Sutil fuhr das Fahrzeug am restlichen Rennwochenende.
2. 1 2  Chandhok fuhr den Lotus mit der Nummer 20 im ersten freien Training. Kovalainen übernahm das Fahrzeug anschließend für das restliche Rennwochenende.

## Klassifikationen

### Qualifying
| Pos.                                                                      | Fahrer             | Konstrukteur         | Q1         | Q2       | Q3       | Start |
| ------------------------------------------------------------------------- | ------------------ | -------------------- | ---------- | -------- | -------- | ----- |
| 01                                                                        | Sebastian Vettel   | Red Bull-Renault     | 2:03,029   | 2:03,317 | 1:48,298 | 01    |
| 02                                                                        | Lewis Hamilton     | McLaren-Mercedes     | 2:03,008   | 2:02,823 | 1:48,730 | 02    |
| 03                                                                        | Mark Webber        | Red Bull-Renault     | 2:02,827   | 2:03,302 | 1:49,376 | 03    |
| 04                                                                        | Felipe Massa       | Ferrari              | 2:05,834   | 2:04,507 | 1:50,256 | 04    |
| 05                                                                        | Nico Rosberg       | Mercedes             | 2:05,091   | 2:03,723 | 1:50,552 | 05    |
| 06                                                                        | Jaime Alguersuari  | Toro Rosso-Ferrari   | 2:05,419   | 2:04,561 | 1:50,773 | 06    |
| 07                                                                        | Bruno Senna        | Renault              | 2:05,047   | 2:04,452 | 1:51,121 | 07    |
| 08                                                                        | Fernando Alonso    | Ferrari              | 2:04,450   | 2:02,768 | 1:51,251 | 08    |
| 09                                                                        | Sergio Pérez       | Sauber-Ferrari       | 2:06,284   | 2:04,625 | 1:51,374 | 09    |
| 10                                                                        | Witali Petrow      | Renault              | 2:05,292   | 2:03,466 | 1:52,303 | 10    |
| 11                                                                        | Sébastien Buemi    | Toro Rosso-Ferrari   | 2:04,744   | 2:04,692 | –        | 11    |
| 12                                                                        | Kamui Kobayashi    | Sauber-Ferrari       | 2:07,194   | 2:04,757 | –        | 12    |
| 13                                                                        | Jenson Button      | McLaren-Mercedes     | 2:01,813   | 2:05,150 | –        | 13    |
| 14                                                                        | Rubens Barrichello | Williams-Cosworth    | 2:05,720   | 2:07,349 | –        | 14    |
| 15                                                                        | Adrian Sutil       | Force India-Mercedes | 2:06,000   | 2:07,777 | –        | 15    |
| 16                                                                        | Pastor Maldonado   | Williams-Cosworth    | 2:05,621   | 2:08,106 | –        | 21    |
| 17                                                                        | Heikki Kovalainen  | Lotus-Renault        | 2:06,780   | 2:08,354 | –        | 16    |
| 18                                                                        | Paul di Resta      | Force India-Mercedes | 2:07,758   | –        | –        | 17    |
| 19                                                                        | Jarno Trulli       | Lotus-Renault        | 2:08,773   | –        | –        | 18    |
| 20                                                                        | Timo Glock         | Virgin-Cosworth      | 2:09,566   | –        | –        | 19    |
| 107-Prozent-Zeit: 2:10,339 min (bezogen auf Q1-Bestzeit von 2:01,813 min) |                    |                      |            |          |          |       |
| DNQ                                                                       | Jérôme D’Ambrosio  | Virgin-Cosworth      | 2:11,601   | –        | –        | 20    |
| DNQ                                                                       | Vitantonio Liuzzi  | HRT-Cosworth         | 2:11,616   | –        | –        | 22    |
| DNQ                                                                       | Daniel Ricciardo   | HRT-Cosworth         | 2:13,077   | –        | –        | 23    |
| DNQ                                                                       | Michael Schumacher | Mercedes             | keine Zeit | –        | –        | 24    |

Anmerkungen
1. ↑  Maldonado wurde wegen des Verursachens einer Kollision um fünf Positionen nach hinten versetzt.
2. 1 2 3 4  D´Ambrosio, Liuzzi, Ricciardo und Schumacher durften am Rennen teilnehmen, da sie im freien Training ausreichend schnell gefahren waren

1. 1 2 3 4 5 6 7 8 9 10 11 12 13 14 15 16 17 18  Rennwagen mit KERS

### Rennen
| Pos. | Fahrer             | Konstrukteur         | Runden | Stopps | Zeit        | Start | Schnellste Runde |
| ---- | ------------------ | -------------------- | ------ | ------ | ----------- | ----- | ---------------- |
| 01   | Sebastian Vettel   | Red Bull-Renault     | 44     | 3      | 1:26:44,893 | 01    | 1:50,451 (36.)   |
| 02   | Mark Webber        | Red Bull-Renault     | 44     | 2      | + 3,741     | 03    | 1:49,883 (33.)   |
| 03   | Jenson Button      | McLaren-Mercedes     | 44     | 3      | + 9,669     | 13    | 1:50,062 (39.)   |
| 04   | Fernando Alonso    | Ferrari              | 44     | 2      | + 13,022    | 08    | 1:51,107 (41.)   |
| 05   | Michael Schumacher | Mercedes             | 44     | 3      | + 47,464    | 24    | 1:51,137 (34.)   |
| 06   | Nico Rosberg       | Mercedes             | 44     | 2      | + 48,674    | 05    | 1:52,263 (39.)   |
| 07   | Adrian Sutil       | Force India-Mercedes | 44     | 2      | + 59,713    | 15    | 1:52,591 (33.)   |
| 08   | Felipe Massa       | Ferrari              | 44     | 3      | + 1:06,079  | 04    | 1:51,564 (42.)   |
| 09   | Witali Petrow      | Renault              | 44     | 2      | + 1:11,917  | 10    | 1:52,432 (34.)   |
| 10   | Pastor Maldonado   | Williams-Cosworth    | 44     | 2      | + 1:17,615  | 21    | 1:53,362 (43.)   |
| 11   | Paul di Resta      | Force India-Mercedes | 44     | 2      | + 1:23,994  | 17    | 1:53,223 (32.)   |
| 12   | Kamui Kobayashi    | Sauber-Ferrari       | 44     | 2      | + 1:31,976  | 12    | 1:53,871 (35.)   |
| 13   | Bruno Senna        | Renault              | 44     | 3      | + 1:32,985  | 07    | 1:53,585 (39.)   |
| 14   | Jarno Trulli       | Lotus-Renault        | 43     | 2      | + 1 Runde   | 18    | 1:54,571 (38.)   |
| 15   | Heikki Kovalainen  | Lotus-Renault        | 43     | 3      | + 1 Runde   | 16    | 1:54,051 (35.)   |
| 16   | Rubens Barrichello | Williams-Cosworth    | 43     | 3      | + 1 Runde   | 14    | 1:50,424 (42.)   |
| 17   | Jérôme D’Ambrosio  | Virgin-Cosworth      | 43     | 2      | + 1 Runde   | 20    | 1:56,319 (38.)   |
| 18   | Timo Glock         | Virgin-Cosworth      | 43     | 4      | + 1 Runde   | 19    | 1:56,540 (37.)   |
| 19   | Vitantonio Liuzzi  | HRT-Cosworth         | 43     | 2      | + 1 Runde   | 22    | 1:58,061 (42.)   |
| –    | Sergio Pérez       | Sauber-Ferrari       | 27     | 3      | DNF         | 09    | 1:54,244 (26.)   |
| –    | Daniel Ricciardo   | HRT-Cosworth         | 13     | 1      | DNF         | 23    | 1:59,831 (10.)   |
| –    | Lewis Hamilton     | McLaren-Mercedes     | 12     | 1      | DNF         | 02    | 1:55,647 (08.)   |
| –    | Sébastien Buemi    | Toro Rosso-Ferrari   | 6      | 0      | DNF         | 11    | 1:56,790 (04.)   |
| –    | Jaime Alguersuari  | Toro Rosso-Ferrari   | 0      | 0      | DNF         | 06    | –                |

Anmerkungen
1. 1 2 3 4 5 6 7 8 9 10 11 12 13 14 15 16 17 18  Rennwagen mit KERS

## WM-Stände nach dem Rennen
Die ersten zehn des Rennens bekamen 25, 18, 15, 12, 10, 8, 6, 4, 2 bzw. 1 Punkt(e).

### Fahrerwertung
| Pos. | Fahrer             | Konstrukteur         | Punkte |
| ---- | ------------------ | -------------------- | ------ |
| 01   | Sebastian Vettel   | Red Bull-Renault     | 259    |
| 02   | Mark Webber        | Red Bull-Renault     | 167    |
| 03   | Fernando Alonso    | Ferrari              | 157    |
| 04   | Jenson Button      | McLaren-Mercedes     | 149    |
| 05   | Lewis Hamilton     | McLaren-Mercedes     | 146    |
| 06   | Felipe Massa       | Ferrari              | 74     |
| 07   | Nico Rosberg       | Mercedes             | 56     |
| 08   | Michael Schumacher | Mercedes             | 42     |
| 09   | Witali Petrow      | Renault              | 34     |
| 10   | Nick Heidfeld      | Renault              | 34     |
| 11   | Kamui Kobayashi    | Sauber-Ferrari       | 27     |
| 12   | Adrian Sutil       | Force India-Mercedes | 24     |
| 13   | Sébastien Buemi    | Toro Rosso-Ferrari   | 12     |
| 14   | Jaime Alguersuari  | Toro Rosso-Ferrari   | 10     |

| Pos. | Fahrer             | Konstrukteur         | Punkte |
| ---- | ------------------ | -------------------- | ------ |
| 15   | Sergio Pérez       | Sauber-Ferrari       | 8      |
| 16   | Paul di Resta      | Force India-Mercedes | 8      |
| 17   | Rubens Barrichello | Williams-Cosworth    | 4      |
| 18   | Pastor Maldonado   | Williams-Cosworth    | 1      |
| 19   | Pedro de la Rosa   | Sauber-Ferrari       | 0      |
| 20   | Jarno Trulli       | Lotus-Renault        | 0      |
| 21   | Vitantonio Liuzzi  | HRT-Cosworth         | 0      |
| 22   | Bruno Senna        | Renault              | 0      |
| 23   | Jérôme D’Ambrosio  | Virgin-Cosworth      | 0      |
| 24   | Heikki Kovalainen  | Lotus-Renault        | 0      |
| 25   | Timo Glock         | Virgin-Cosworth      | 0      |
| 26   | Narain Karthikeyan | HRT-Cosworth         | 0      |
| 27   | Daniel Ricciardo   | HRT-Cosworth         | 0      |
| 28   | Karun Chandhok     | Lotus-Renault        | 0      |

### Konstrukteurswertung
| Pos. | Konstrukteur     | Punkte |
| ---- | ---------------- | ------ |
| 01   | Red Bull-Renault | 426    |
| 02   | McLaren-Mercedes | 295    |
| 03   | Ferrari          | 231    |
| 04   | Mercedes         | 98     |
| 05   | Renault          | 68     |
| 06   | Sauber-Ferrari   | 35     |

| Pos. | Konstrukteur         | Punkte |
| ---- | -------------------- | ------ |
| 07   | Force India-Mercedes | 32     |
| 08   | Toro Rosso-Ferrari   | 22     |
| 09   | Williams-Cosworth    | 5      |
| 10   | Lotus-Renault        | 0      |
| 11   | HRT-Cosworth         | 0      |
| 12   | Virgin-Cosworth      | 0      |